# Fire Punch
Fire Punch (яп. ファイアパンチ, Faia Panchi, укр. Вогняний удар) — японська манґа, написана та проілюстрована Фудзімото Тацукі. З квітня 2016 року по січень 2018 року манґа була серіалізована на веб-сайті Shueisha Shonen Jump+, а її розділи було зібрано у вісім танкобонів. У Північній Америці компанія Viz Media отримала ліцензію на випуск манґи англійською мовою.
Дія манґи Fire Punch відбувається на замерзлій і безплідній Землі. Головний герой Агні — хлопець, який має благословення регенерації. Після того, як його село згоріло в невгасимому полум'ї, він постійно горів, страждаючи в муках. Шукаючи помсти, Агні задумається, що є його справжньою метою в житті, та знаходить несподівані застосування своєму прокляттю.

## Сюжет
Дія Fire Punch відбувається на Землі, яка замерзла й стала безплідною, нібито від рук істоти, відомої як Крижана Відьма. Відьма є однією з небагатьох, хто володіє особливими здібностями, відомими як «благословення». Головний герой, Агні, хлопець, який має благословення регенерації разом зі своєю сестрою Луною. Вони допомагають нечисленним мешканцям села жити на м'ясо з відрубаних рук Агні, які миттєво відростають. Одного разу їхнє село відвідує благословенний Дома, який пропонує відвезти Агні до свого міста Бегемдорг. Однак, дізнавшись, що селяни покладаються на людську плоть, щоб вижити, Дома відчуває огиду і знищує село, спалюючи його мешканців живцем, включаючи Луну, чия здатність до регенерації повільніша, ніж у Агні. Під час своєї смерті вона благає свого брата Агні «жити». Постійно у вогні тіло Агні руйнується та відновлюється, залишаючи його в муках. Загасити вогонь Дома він не може. Вісім років він намагається відновити свої сили, спонукуваний бажанням помститися Домі.
На своєму шляху до помсти Агні рятує Сана, хлопчика, який володіє благословенням виробляти електрику. Хлопчик вважає його божеством. Агні також зустрічає Юду, благословенну жінку, яка має разючу схожість з Луною. Після жорстокої сутички Юда виводить Агні з ладу, щоб віднести його голову в Бегемдорг, де Сан ув'язнений для виробництва електроенергії для міста. Агні знову зустрічається з Домою, який шукає його прощення, але відмовляється від смерті як спокути. У потяг, що прямує до Бегемдоргу, втручається Тогата, благословенна зі здатністю до регенерації, яка обожнює фільми. Вона вбиває солдатів поїзда і переконує Агні знятися на відео і стати головним героєм її фільму; Агні погоджується в обмін на навчання, і вони вирушають на поєдинок з могутніми благословенними Бегемдоргу. Після прибуття полум'я Агні охоплює місто, руйнуючи його, вбиваючи мешканців і звільняючи рабів. Відчуваючи себе безцільною, Юда намагається спалити себе полум'ям Агні, але втручається Крижана Відьма, яка відрубує їй голову і зникає разом з нею.
Крижана відьма Сурья воскрешає Юду, беручи її під свій контроль. Сурья розповідає, що вони обидва є «Залученими» — представниками просунутої форми людства, які володіють здібностями благословенних. Вона планує покласти край Льодовиковому періоду, перетворивши Юду на «Світове Дерево», яке поглине все живе на Землі, зігріваючи планету. У покинутому селі Агні неохоче стає лідером звільнених рабів, які починають поклонятися йому як «Вогняному удару». Тогата допомагає йому підтримувати громаду, навіть коли Агні пропонує їм свою незгорілу плоть заради виживання. Він дізнається, що воїни Бегемдорга, серед яких і Дома, знаходяться неподалік. Тогата, який виявився трансгендерним чоловіком, залишає село, але Агні йде за ним, намагаючись переконати його повернутися; врешті-решт вони примиряються, коли Агні, намагаючись зрозуміти трансгендерну ідентичність Тогати, висловлює думку, що сприймає його як старшого брата чи сестру, незалежно від гендеру.
Агні стикається з Домою, який тепер піклується над кількома дітьми, яких виховує в цінностях освіти, співчуття та пацифізму. Дома пояснює Агні свої минулі вчинки як спробу запобігти моральному занепаду селян через канібалізм. Хоча спочатку Агні прощає Дому, його охоплюють спогади про смерть Луни. Перебуваючи в стані фуги, він вбиває Дому та кількох дітей. Переповнений почуттям провини, він намагається втопитися, але його рятує Тогата, який гине, обпалений полум'ям Агні.
Повернувшись до села, Агні знаходить величезне дерево, в якому Юда поглинула життєву енергію його послідовників, «агністів». Юда, замкнена у Світовому Дереві, благає Агні вбити її, щоб звільнитися від впливу Сурьї. Агні намагається це зробити, але сила Юди гасить його полум'я, зупиняючи його регенерацію. Хоча Юда виживає, вона втрачає пам'ять, і Агні називає її Луною. Вони оселяються в соляній шахті з невеликою групою вцілілих з громади Доми, хоча психічний стан Агні з часом починає погіршуватися. Зрештою, Луна усвідомлює, що Агні їй не брат, і між ними зав'язуються романтичні стосунки.
Тим часом Сан стає месією серед агністів. Луну викрадають, коли Сан переконує Сурью та інших викрадачів, що вона має бути притягнута до відповідальності, щоб зігріти світ. Однак після суперечки Сан відрубує голову Сурьї в ім'я Агні. Агні підкоряється своєму цілеспрямованому альтер-его Вогняного удару і переслідує агністів, щоб врятувати Луну/Юду. У розпочатій битві Сан гине, а Юда знищує частину мозку Агні, стираючи його спогади, і завершує ритуал з деревом, щоб зігріти Землю.
Вісімдесят років потому Земля починає відтавати. Агні, якого тепер називають Саном, спокійно живе в невеликій громаді навколо основи дерева Юди. Йому передають камеру Тогати, але записані на неї кадри не мають звуку і повністю чорно-білі через пошкодження файлів. Сан дивиться кадри свого життя як Агні, не впізнаючи ні людей, ні подій.
Сотні років потому Юда залишається на дереві, забувши все своє життя і власне ім'я. Минають тисячоліття, і вона запитує себе, чи не залишиться вона там назавжди. Вона дивиться на знищену астероїдом Землю під собою. Мільйони років потому, коли всесвіт вже мертвий, до неї приєднується чоловік, схожий на Агні. Він представляється Саном, а вона — Луною. Хоча обидва не впізнають одне одного, вони обіймаються і засинають. Двоє людей, схожих на Агні та Луну, виходять з порожнього кінотеатру.

## Публікація
Fire Punch, написаний та проілюстрований Тацукі Фудзімото, публікувався на веб-сайті Shonen Jump+ від Shueisha з 18 квітня 2016 року до 1 січня 2018 року Shueisha зібрали розділи манґи у вісім танкобонів, випущених з 4 липня 2016 року до 2 лютого 2018 року.
У Північній Америці Viz Media оголосили, що манґа отримала ліцензію на випуск англійською мовою в січні 2018 року. Вісім томів було опубліковано під підписом VIZ з 16 січня 2018 року до 15 жовтня 2019 року.

### Список томів
| № | Дата виходу      | ISBN                   |
| - | ---------------- | ---------------------- |
| 1 | 4 липня 2016     | ISBN 978-4-08-880731-7 |
| 2 | 4 жовтня 2016    | ISBN 978-4-08-880797-3 |
| 3 | 2 грудня 2016    | ISBN 978-4-08-880873-4 |
| 4 | 3 березня 2017   | ISBN 978-4-08-881014-0 |
| 5 | 2 червня 2017    | ISBN 978-4-08-881061-4 |
| 6 | 4 серпня 2017    | ISBN 978-4-08-881147-5 |
| 7 | 2 листопада 2017 | ISBN 978-4-08-881170-3 |
| 8 | 2 лютого 2018    | ISBN 978-4-08-881327-1 |

## Сприйняття
На початку серіалізації манґу майже не рекламували через невеликий бюджет і не очікували, що вона стане темою для розмов, але одразу після публікації першого розділу вона дуже швидко «розлетілася» в соціальних мережах та навіть потрапила в тренди Twitter. Головний редактор Shonen Jump+ Сюхей Хосоно сказав, що за 16 років, відколи він приєднався до Shueisha, це був перший випадок, коли твір так швидко поширився і став гарячою темою в онлайн-медіа. Хосоно також заявив, що ця манґа разом з «World's End Harem» стали каталізаторами нового напливу користувачів Shonen Jump+ навесні 2016 року, і що щотижнева кількість активних читачів стрімко зросла з 1,1 мільйона до 1,3 мільйона.
У 2017 році Fire Punch був номінований на 10-тий конкурс Manga Taishō. Також манґа посіла 15-те місце в опитуванні «Комікси, рекомендовані працівниками національного книжкового магазину 2017 року», проведеному онлайн-книгарнею Honya Club. Вона також посіла третє місце в списку найкращої манґи 2017 року для читачів чоловічої статі Kono Manga ga Sugoi від Takarajimasha. Персонаж Тогата отримав похвалу за точне зображення трансгендерної особистості з гендерною дисфорією, що є визначальною частиною його характеризації.